# دریتان باباموستا
دریتان باباموستا (آلبانیایی: Dritan Babamusta؛ زادهٔ ۶ سپتامبر ۱۹۸۱) بازیکن فوتبال اهل آلبانی بود.
از باشگاه‌هایی که در آن بازی کرده‌است می‌توان به باشگاه فوتبال دینامو تیرانا، باشگاه فوتبال پارتیزانی تیرانا، و باشگاه فوتبال تئوتا اشاره کرد.
وی همچنین در تیم‌های ملی فوتبال زیر ۲۱ سال آلبانی و آلبانی بازی کرده‌است.